# Шишкин, Михаил Иванович (партийный деятель)
Михаил Иванович Шишкин (14 июня 1941 — 21 января 2021) — советский хозяйственный, государственный и политический деятель, доктор экономических наук, профессор, академик Международной академии информатизации и Инженерной академии Российской Федерации.

## Биография
Родился в 1941 году в деревне Ныши-Какси. Член КПСС.
С 1958 года — на хозяйственной, общественной и политической работе. Заведующий клубом в родной деревне, студент зоотехнического факультета сельскохозяйственного института, главный зоотехник станции по племенной работе в посёлке Кез, главный зоотехник районного управления народного хозяйства, главный государственный инспектор по закупкам и качеству сельскохозяйственных продуктов по Дебёсскому району.
В 1971—1975 годах председатель Дебёсского райисполкома, в 1975—1978 годах — первый секретарь Дебёсского райкома КПСС. В 1978 году в связи со значительными успехами района в аграрном секторе назначается вторым секретарём Удмуртского обкома КПСС.
В 1980—1981 годах находился в Кандагаре в составе группы из восьми партийных работников, командированных в зону № 3"Юг" для организации помощи новым афганским властям.
В 1984 году с отличием окончил Академию общественных наук при ЦК КПСС. В 1984—1988 годах председатель Государственного планового комитета УАССР.
В 1988—1994 годах Михаил Шишкин работал в научно-исследовательском учреждении «Содружество» Института экономики Уральского отделения Академии наук СССР (с 21 ноября 1991 года — Российской академии наук), в должности заведующего сектором, заместителя директора. В 1994—2004 годах — заведующий кафедрой экономики сельского хозяйства Ижевского сельскохозяйственного института (с марта 1995 г. — Ижевской государственной сельскохозяйственной академии).
В 1995 году избран постоянным членом, а в 1997 году — председателем Контрольной палаты Государственного Совета Удмуртской Республики. Работал на этом посту до ликвидации Контрольной палаты в 1999 году.
В 2004—2012 годах директор Удмуртского филиала Института философии и права Уральского отделения Российской академии наук.

## Общественная деятельность
В 1975—1990 годах избирался депутатом Верховного Совета УАССР 9—11-го созывов. В 1979—1984 годах — депутат Верховного Совета РСФСР 10-го созыва. В 1995—1999 годах — депутат Государственного Совета Удмуртской Республики 1-го созыва.
В 1991—1993 годах был первым президентом Всеудмуртской ассоциации «Удмурт кенеш». Один из инициаторов проведения съездов финно-угорских народов, создания Ассоциации финно-угорских народов России (в 1992—1994 годах — сопредседатель исполкома).
С 1993 года был членом Вольного экономического общества России, с 1999 года — президентом Союза экономистов Удмуртской Республики в составе ВЭО.
С 2004 г. избирался вице-президентом, членом президиума Удмуртской региональной общественной организации «Союз научных и инженерных общественных отделений». Являлся действительным членом Международной академии информатизации, Академии социальных наук Российской Федерации, Академии наук Удмуртской Республики.
Руководил организованным в 2010 году Союзом краеведов Удмуртии. Был членом Союза писателей Удмуртской Республики, главным редактором журналов «Наука Удмуртии», «Вести краеведов Удмуртии».

## Научная деятельность
Кандидат (1983), доктор экономических наук (1990; диссертация «Региональное управление в условиях перехода к рыночной экономике»).
Автор более 150 научных трудов, в числе которых 15 монографий, 16 книг, более 10 учебных пособий и 10 брошюр.
За период работы в научных учреждениях и ИжГСХА под его руководством подготовлено более 40 кандидатов экономических наук.

## Награды и звания
Профессор, Заслуженный деятель науки Удмуртской Республики (1995), Заслуженный экономист Российской Федерации (1999).
Награждён орденом Трудового Красного Знамени (1982), медалью «За доблестный труд. В ознаменование 100-летия со дня рождения Владимира Ильича Ленина» (1970); медалями ДРА: «От благодарного афганского народа» (1988), «10 лет Саурской революции» (1988); памятными медалями КПРФ, Министерства национальной политики Удмуртской Республики.